# Decennio di integrazione Rom

La bandiera rom

Il decennio di integrazione dei Rom è un'iniziativa di otto paesi centro ed est europei per migliorare lo status socioeconomico e l'integrazione della minoranza Rom nella regione. L'iniziativa fu promossa nel 2005, con il Decennio di integrazione dei Rom dal 2005 al 2015, e rappresenta il primo progetto multinazionale in Europa per migliorare sostanzialmente le vite dei Rom.
Otto paesi stanno partecipando all'iniziativa: Bulgaria, Croazia, Repubblica Ceca, Ungheria, Macedonia, Romania, Serbia, Montenegro e Slovacchia. Tutti questi paesi contengono minoranze Rom significative ma svantaggiate sia dal punto di vista economico che sociale.
Nel 2005 i governi dei paesi sopracitati si sono impegnati a chiudere il divario nelle condizioni di vita tra i Rom e i non-Rom, così come a porre fine al circolo vizioso di povertà ed esclusione in cui molti Rom si trovano.